# Signify
Signify is een Nederlandse producent van lichtbronnen, het was van oudsher een divisie van Koninklijke Philips Electronics N.V. Het hoofdkantoor staat in Eindhoven. In mei 2016 werd Philips Lighting naar de beurs gebracht. In mei 2018 werd de bedrijfsnaam veranderd in Signify. Het bedrijf blijft de merknaam 'Philips' voeren.

## Activiteiten
Signify richt zich op de algemene verlichtingsmarkt. Het assortiment lichtbronnen bestaat uit gloeilampen, halogeenlampen, fluorescentielampen, HID-lampen en LED-lampen. Daarnaast verkoopt het elektronische componenten, zoals elektronische voorschakelapparaten en armaturen. De klanten zijn consumenten en professionele gebruikers.
De activiteiten zijn verdeeld over drie divisies:
- Conventional Products: omvat de conventionele lampen- en lampenelectronica-activiteiten;
- Digital Products: de LED-lampen- en LED-elektronica-activiteiten;
- Digital Solutions: de professionele armaturen, verlichtingssystemen en –diensten.

Signify is commercieel actief in ongeveer 180 landen en heeft fabrieken in 22 landen en eigen verkoopkantoren in 74 landen. In 2023 werd een derde van de totale omzet gerealiseerd in Europa en 39% in Noord- en Zuid-Amerika. Het bedrijf geeft per jaar ongeveer 5% van de omzet uit aan onderzoek en ontwikkeling (R&D) en heeft een portefeuille van zo’n 14.000 patenten. Het bedrijf heeft bij de afsplitsing het recht gekregen de merknaam Philips voor tien jaar te gebruiken, met een optie tot verlenging.

### Resultaten
| Jaar | Omzet       | Bedrijfs- resultaat (EBIT) | Netto- resultaat | Werknemers (in FTE) |
| Jaar | (× miljoen) | (× miljoen)                | (× miljoen)      | Werknemers (in FTE) |
| ---- | ----------- | -------------------------- | ---------------- | ------------------- |
| 2015 | € 7465      | € 331                      | € 240            | 38.000              |
| 2016 | € 7115      | € 369                      | € 185            | 34.256              |
| 2017 | € 6965      | € 441                      | € 281            | 32.130              |
| 2018 | € 6358      | € 410                      | € 261            | 29.237              |
| 2019 | € 6247      | € 401                      | € 267            | 32.005              |
| 2020 | € 6502      | € 416                      | € 335            | 37.926              |
| 2021 | € 6860      | € 514                      | € 407            | 36.824              |
| 2022 | € 7514      | € 718                      | € 532            | 34.619              |
| 2023 | € 6704      | € 369                      | € 215            | 31.920              |
| 2024 | € 6143      | € 477                      | € 334            | 29.459              |

## Geschiedenis

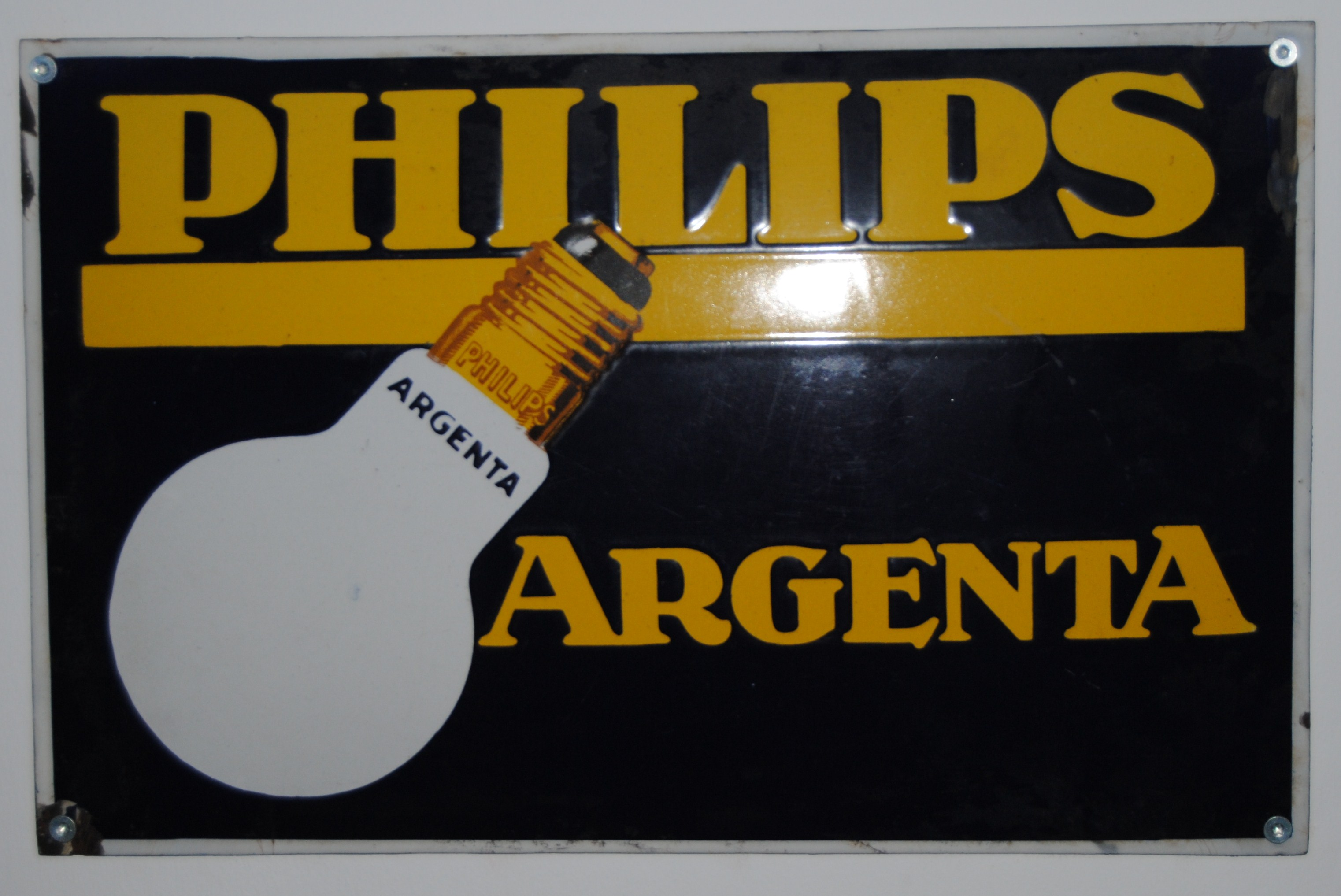
Emaille buitenreclamebord

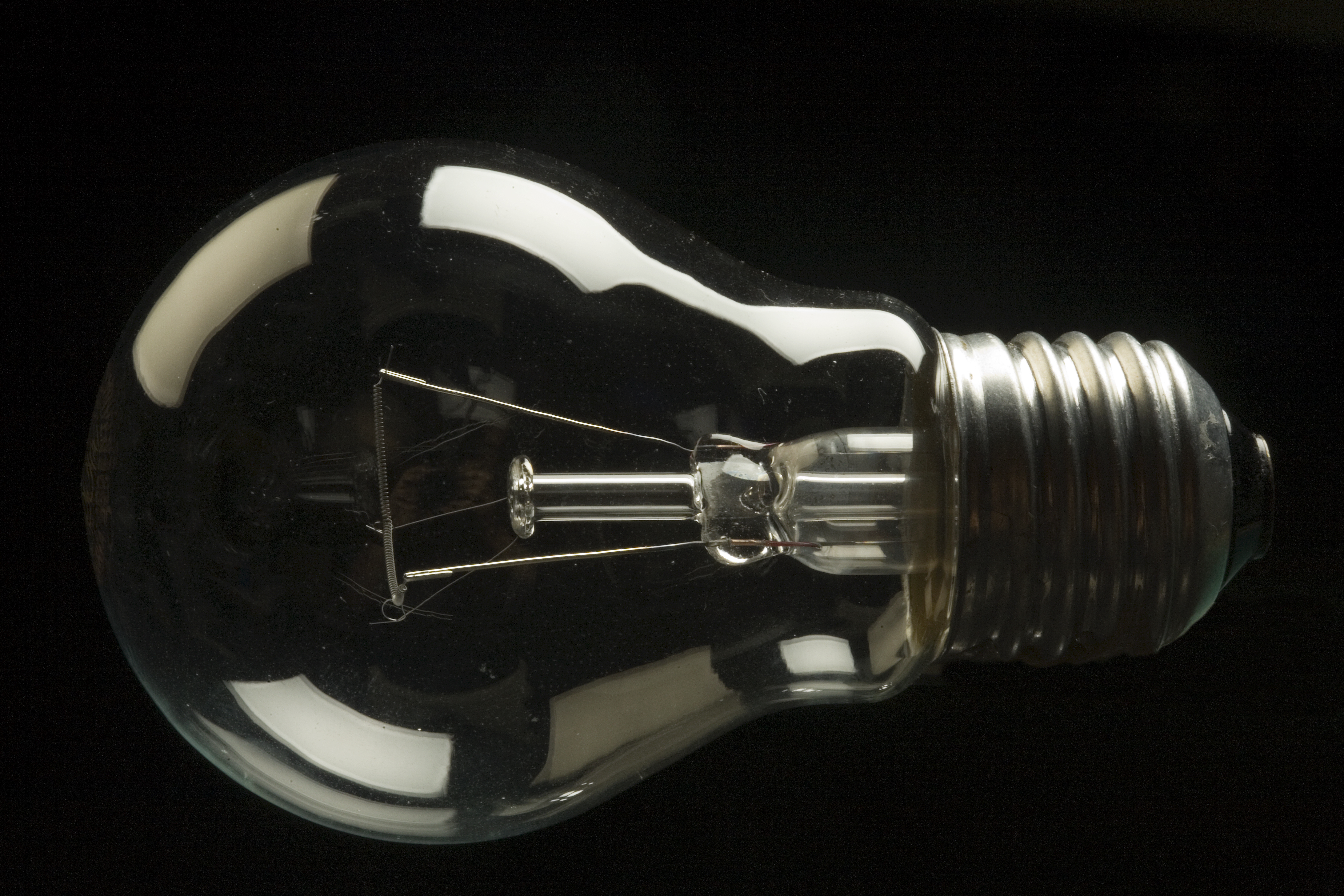
gloeilamp

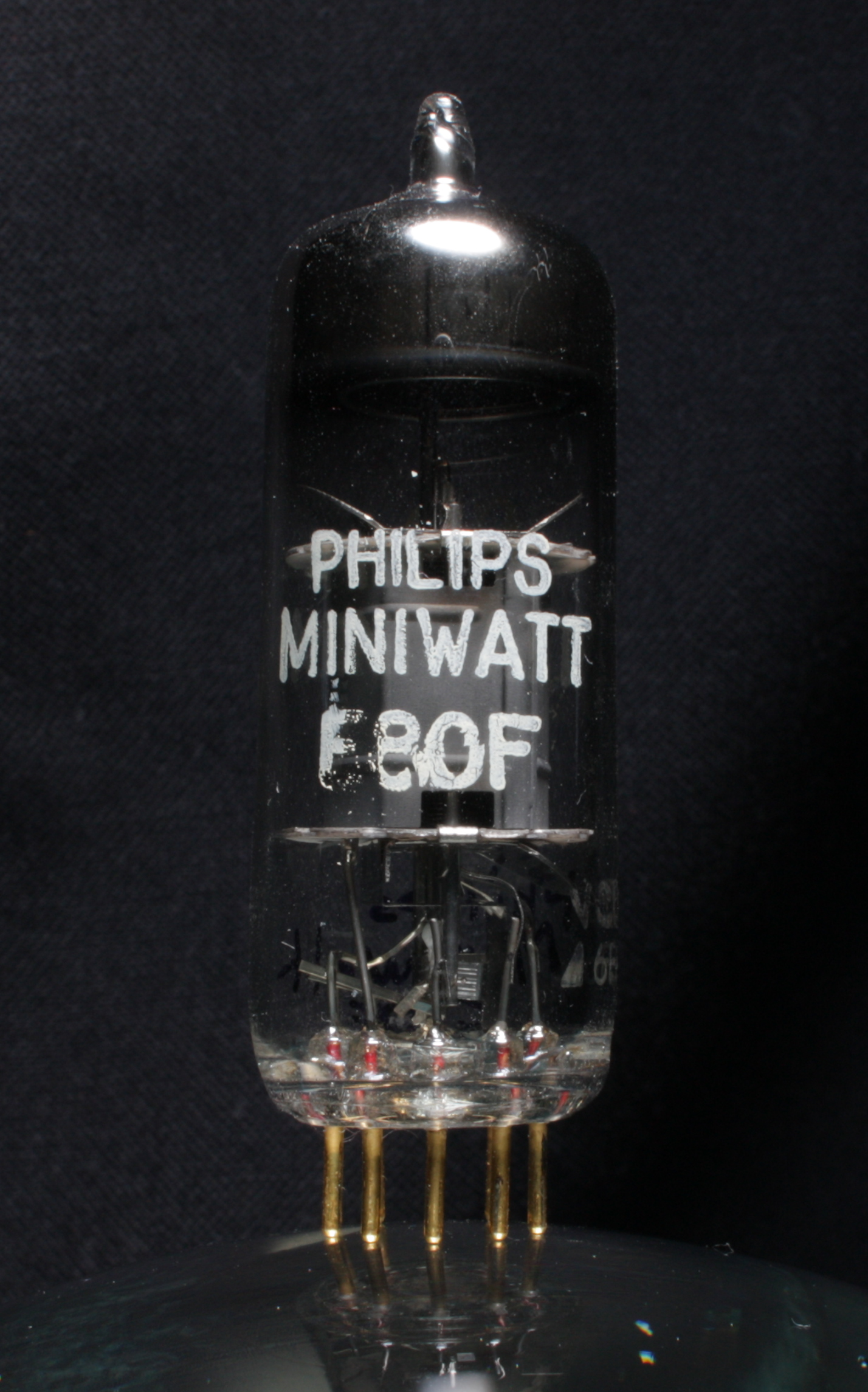
Miniwatt radiolamp

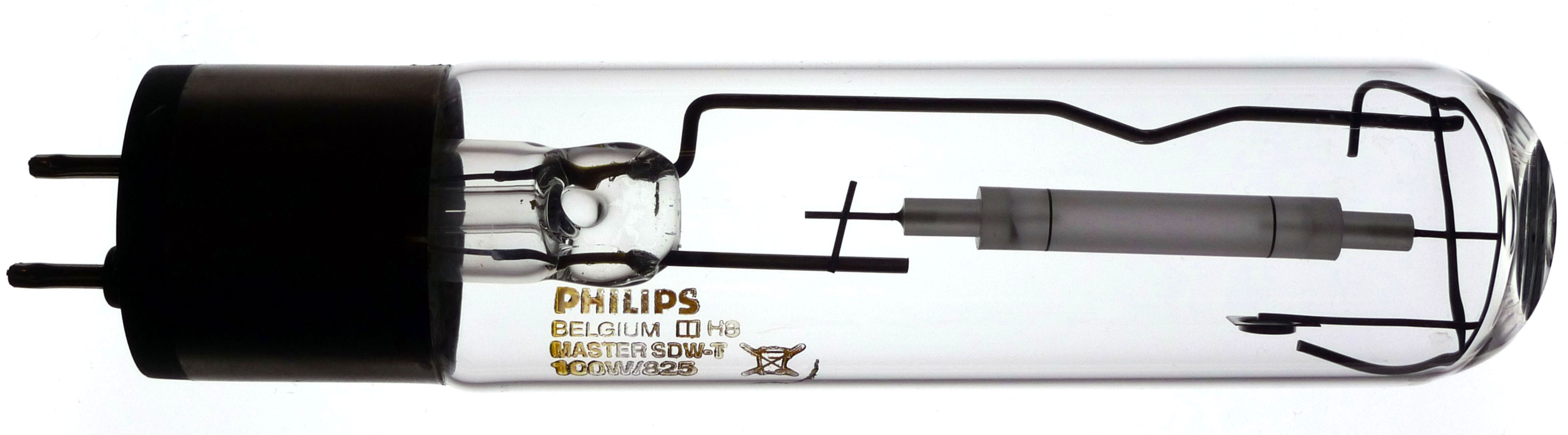
Natriumlamp

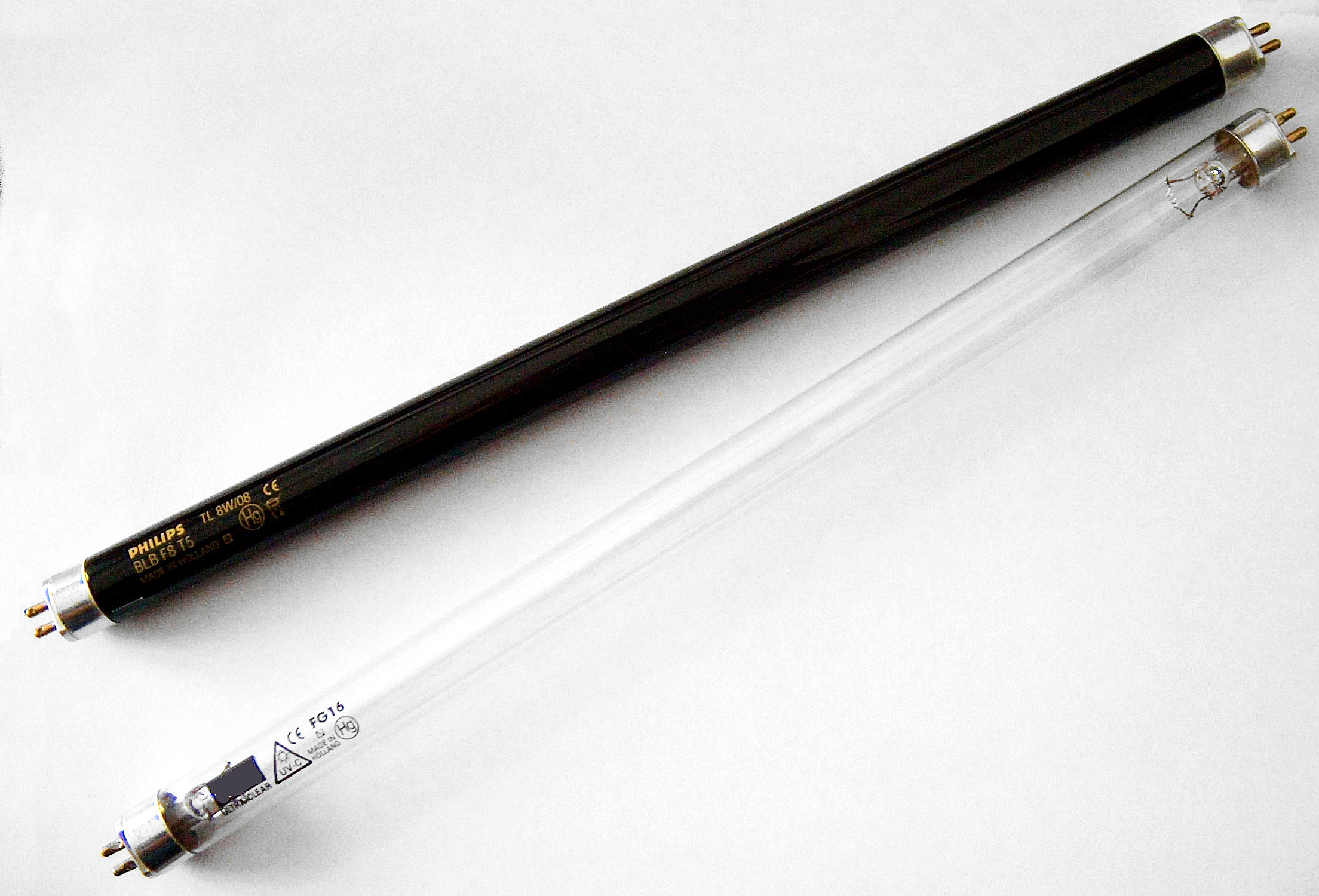
blacklight tl-lamp en kiemdodende UV-lamp

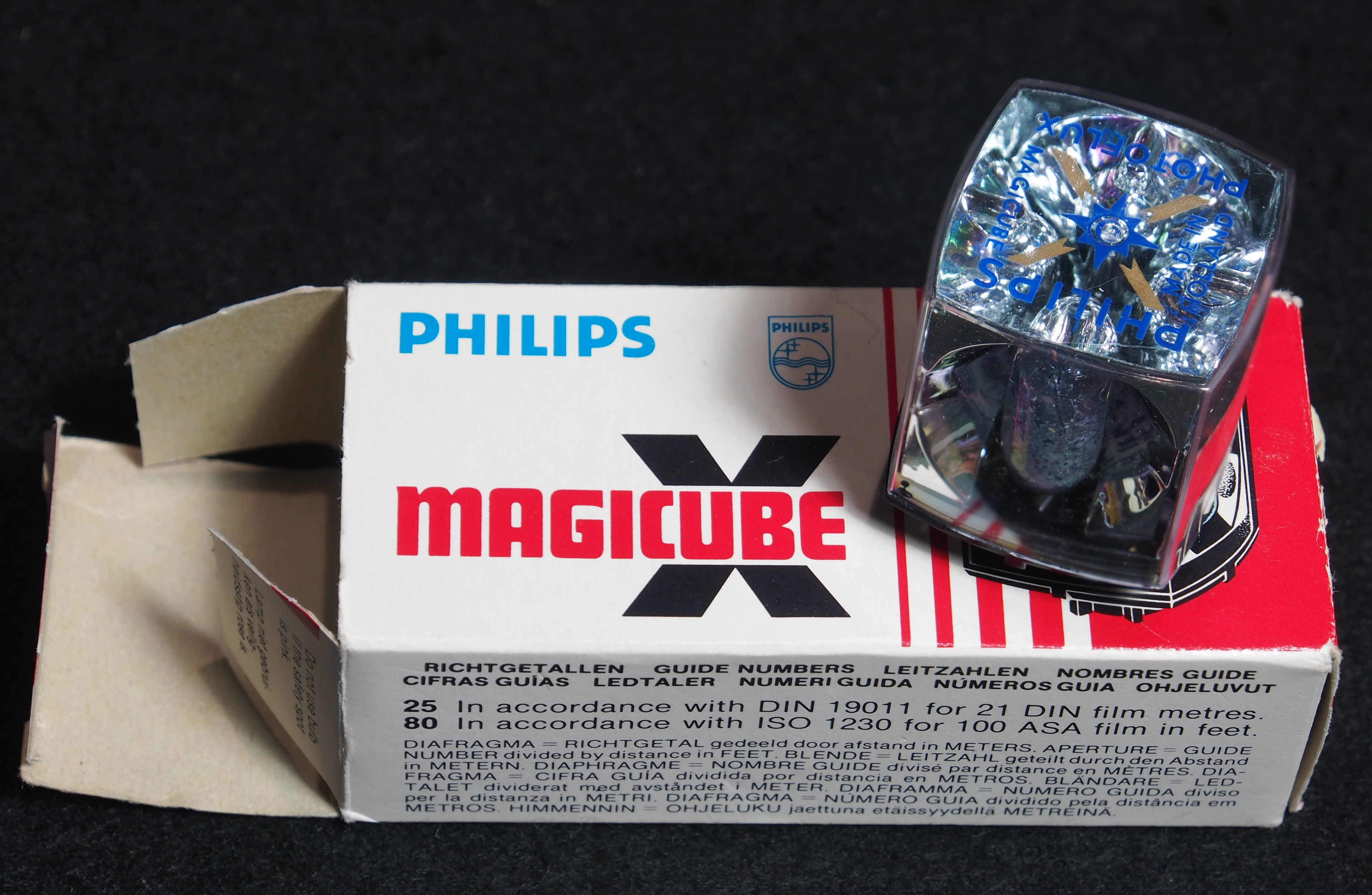
Magicube Flitslicht

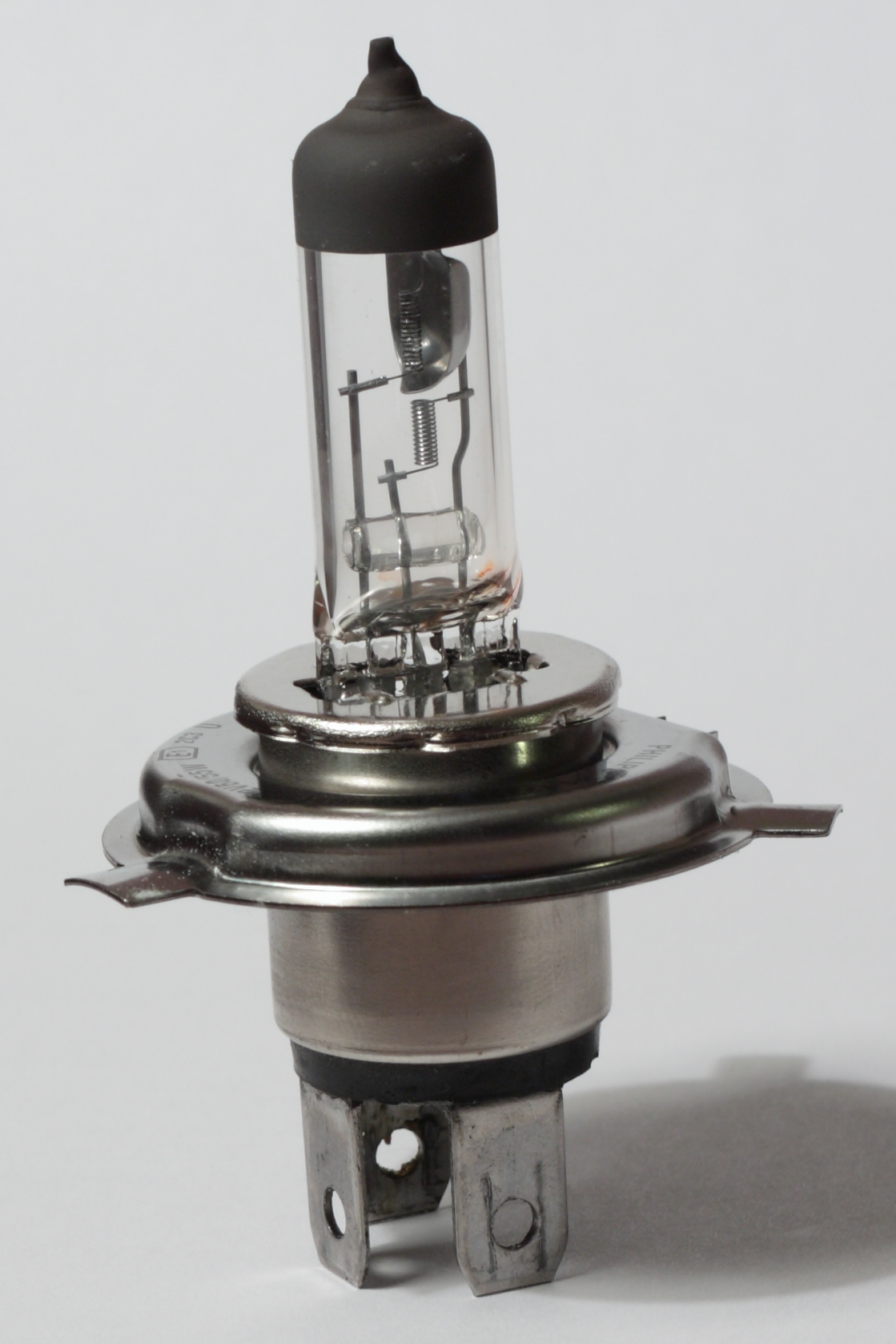
Halogeenlamp voor de auto

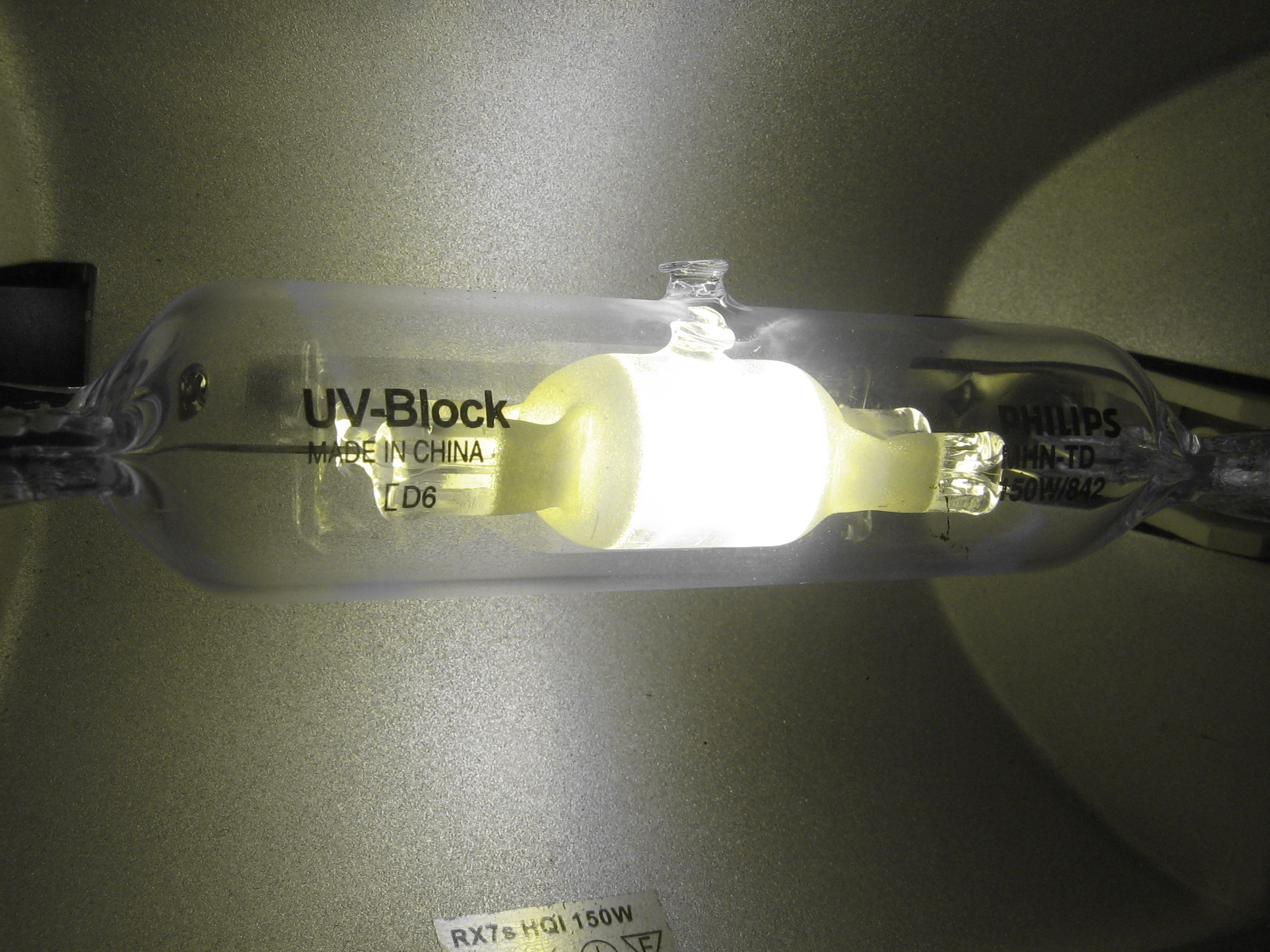
Metaalhalidelamp

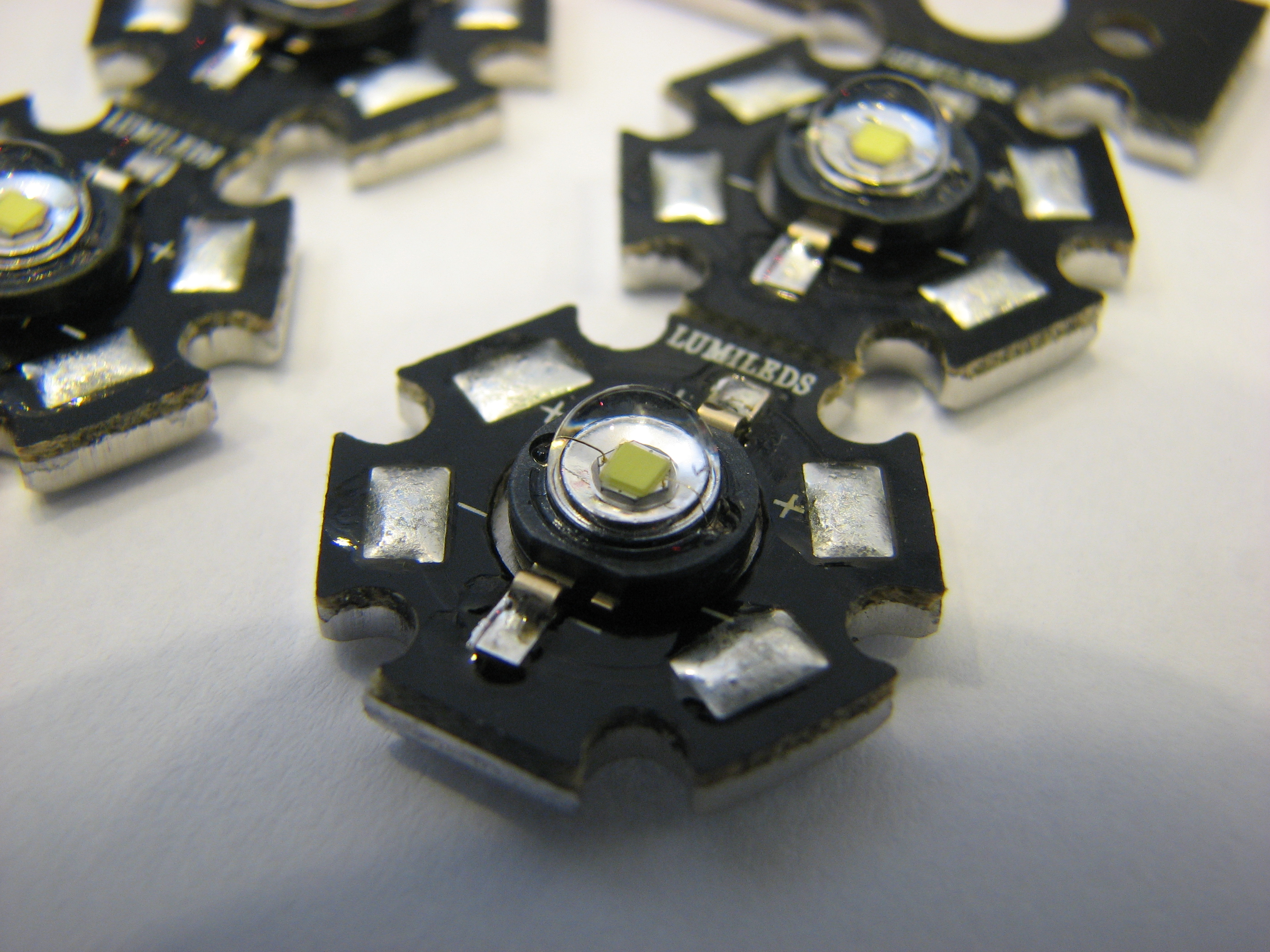
Lumiled hogehelderheidsled's

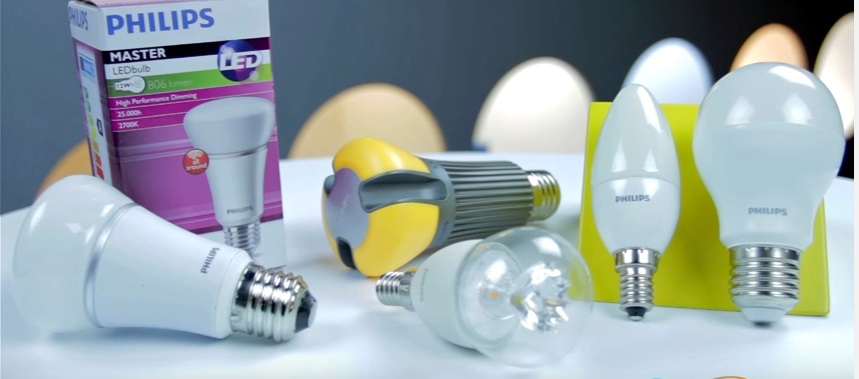
ledlamp retrofit met Edison-schroefdraad

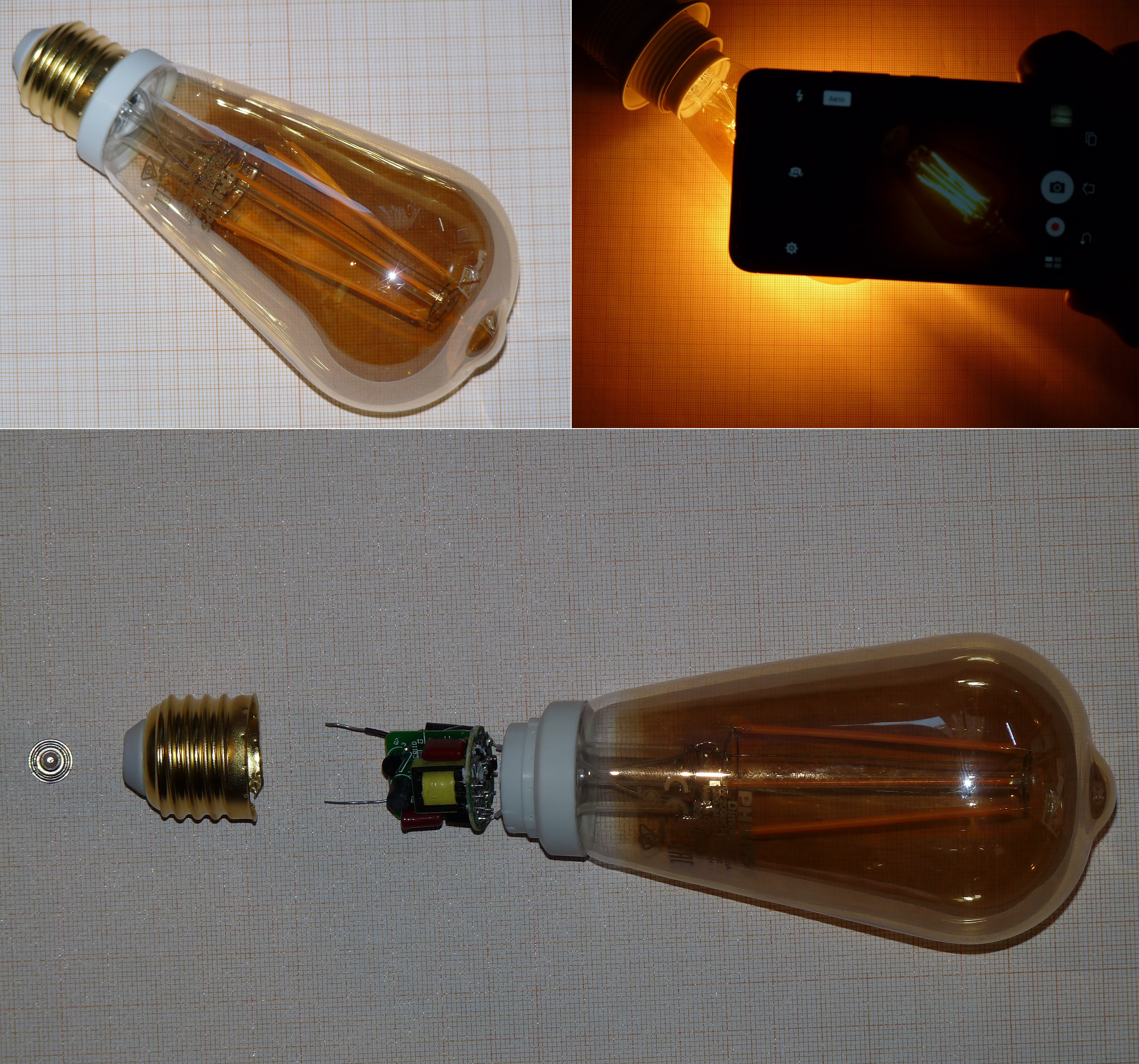
COG(chip-on-glass)-LED filament lamp

De divisie 'Lighting' van Philips kwam voort uit de hoofdindustriegroep Licht, die op haar beurt behoorde tot de allereerste activiteit van het Philipsconcern, dat begonnen is in 1891 als een gloeilampenfabriek. Men fabriceerde er kooldraadlampen waarvan de productie een soort assemblageproces was. De lampvoeten werden door de Vitritefabriek in Middelburg geleverd en de glazen ballonnen kwamen uit Oostenrijk. Deze onderdelen werden met een kooldraad tot gloeilamp geassembleerd. Aangezien de investeringen beperkt waren en het productieproces eenvoudig, waren er eind negentiende eeuw vele gloeilampenfabriekjes actief. Het monteren was vrouwenwerk.
In 1905 bracht concurrent Siemens de eerste metaaldraadlamp op de markt, die een draad van tantalium bevatte, terwijl in 1907 de concurrent General Electric met de gespoten wolfraamdraad kwam. Metaaldraadlampen hebben een hoger rendement. Philips trok als reactie ingenieurs aan omdat dit soort lampen meer kennis vergde. In 1909 wist Philips een soortgelijk product op de markt te brengen, General Electric had inmiddels een lamp met getrokken wolfraamdraad ontwikkeld, die veel minder handarbeid vergde en zich leende voor massaproductie. In 1911 kon ook Philips een dergelijke lamp maken. In 1913 werd de stikstofgevulde gloeilamp geïntroduceerd, waardoor de binnenkant van de ballon niet meer besloeg door verdamping van de gloeidraad. Beter nog was de argongevulde lamp die in 1915 op de markt kwam.
Gedurende de daaropvolgende jaren begonnen de elektrotechnische bedrijven een uitgebreid productengamma te ontwikkelen. Als kennisbasis voor verdere productontwikkelingen richtte Philips in 1914 het Natuurkundig Laboratorium op. In 1918 fabriceerde het bedrijf zijn eerste radiolamp en in 1925 werd N.V. Philips Radio opgericht, waarmee duidelijk was dat andere activiteiten dan verlichting een belangrijke rol begonnen te spelen.
Philips kreeg steeds meer invloed in binnen- en buitenlandse gloeilampenfabrieken, zoals Volt, Splendor en Pope.
In 1946 werd de Hoofdindustriegroep Licht opgericht, een van de vele Hoofdindustriegroepen die het Philipsconcern heeft gekend. Deze heeft bestaan tot 1988. Toen werd het een van de divisies binnen Philips. Reorganisaties en verzelfstandigingen in de jaren die daarop volgden leidden ertoe dat er drie concerndivisies overbleven, waarvan Philips Lighting er een was.
Overigens werd de verlichtingssector steeds diverser. Er kwamen nieuwe verlichtingstechnieken op basis van gasontlading, zoals de natriumlamp in 1931 en de tl-buis in 1948. Voorts werden er speciale lampen gemaakt, bijvoorbeeld voor filmprojectoren, voor signalering, flitslampen voor de fotografie, infrarood- en ultravioletlampen. Daarnaast werden armaturen en dergelijke ontwikkeld. Eind jaren 80 van de 20e eeuw werd de spaarlamp geïntroduceerd.
In 1981 nam Philips de lichtdivisie van het Amerikaanse Westinghouse Electric Company over.
Ook de ledlamp begon aan haar opmars. Tegen het einde van de 20e eeuw verscheen deze lamp in allerlei specialistische toepassingen, zoals signaleringslampjes, maar sedert 2000 wordt ook de hogehelderheidsled geproduceerd, die voor algemene verlichtingsdoelen gebruikt kan worden. In 1999 startten Philips en Agilent Technologies Lumileds een joint venture voor het ontwikkelen en verkopen van LED's. In 2005 nam Philips Lumileds over. In 2014 verzelfstandigde Philips Lumileds samen met Automotive Lighting. Samen hadden ze een omzet van 1,4 miljard euro. In 2016 verkocht Philips Lumileds aan Apollo Global Management. Lumileds was op dat moment een bedrijf met negenduizend mensen en een omzet van twee miljard dollar.
Philips Lighting probeerde, mede door de overnames van producenten van lichtarmaturen Massive in 2006, en Genlyte Group in 2007, een sterke positie in deze nieuwe markt op te bouwen.
In oktober 2012 verkocht Philips aan de Nederlandse investeringsmaatschappij Varova de armaturenfabriek Springe in Duitsland, die verder ging onder de naam Nordeon, en in december 2012 kocht Varova ook de glasfabriek en de TL-fabriek te Chalon-sur-Saône. In november 2013 werd ook de locatie in Dijon overgenomen van Philips. In april 2017 werd de Franse tak alsnog gesloten.
In november 2015 sloot Philips de TL-fabriek Roosendaal. In juni 2016 ontsloeg Philips Lighting alle medewerkers in Emmen, een productielocatie voor armaturen voor straatverlichting. In het derde kwartaal van hetzelfde jaar werd een TL-fabriek in het Thaise Samut Prakan gesloten, en in Shenzen een LED fabriek. In juli 2016 verkocht Philips Lighting de glasfabriek in Winschoten aan het Duitse QSIL.
In oktober 2019 maakte Signify bekend het Amerikaanse Cooper Lighting Solutions over te gaan nemen voor bijna 1,3 miljard euro. Cooper maakt verlichtingsarmaturen en aanverwante producten voor de professionele markt en realiseerde in 2018 een omzet van US$ 1,7 miljard. Met de overname versterkt Signify de positie op de professionele markt en wordt groter in Noord-Amerika. Cooper was in handen van het beursgenoteerde Eaton en heeft ook fabrieken in Mexico. In maart 2020 werd deze overname afgerond.

## Marktpositie
De drie grote spelers op de verlichtings-wereldmarkt zijn Osram-Sylvania, GE Industrial en Signify. Van deze drie is Signify de grootste in de verlichtingsindustrie. Zo worden wereldwijd bijvoorbeeld 30 procent van de kantoren, 65 procent van de belangrijkste luchthavens in de wereld, 30 procent van de ziekenhuizen, 35 procent van de automobielen, en 55 procent van de grote voetbalstadions met lampen verlicht die door Signify geproduceerd zijn.

## Verzelfstandiging Philips Lighting
In mei 2015 stemde een grote meerderheid van de aandeelhouders in met het afsplitsen van Philips Lighting. Hierbij werd Philips Lighting zelfstandig, met een hoofdkantoor in Eindhoven. Men dacht aanvankelijk aan de verkoop aan een of meer private-equitypartijen en indien dit niet lukte aan een beursgang. Diverse partijen hebben interesse getoond, maar de biedingen bleven onder de gewenste prijs. In mei 2016 besloot Philips de lichtdivisie te noteren aan de Amsterdamse effectenbeurs. Met een jaaromzet van 7,4 miljard euro is Philips Lighting een van de grotere beursbedrijven in Amsterdam. Onderdeel van de beursafspraken is dat de bedrijfsnaam binnen 18 maanden nadat Koninklijke Philips geen controlerend belang meer heeft, wordt gewijzigd.
Op 27 mei 2016 werd een kwart van alle aandelen aangeboden. De introductiekoers was 20 euro per aandeel. Rond de beursgang zijn meer dan 43 miljoen aandelen Philips Lighting verkocht hetgeen neerkomt op 28,75% van het totale aantal aandelen, en een opbrengst van 862,5 miljoen euro. In april 2017 verkocht Philips nog eens 22,3 miljoen aandelen tegen een koers van 28,80 euro. Philips Lighting kocht zelf 3,5 miljoen aandelen terug voor 101 miljoen euro. Met de verkoop en het schrappen van de ingekochte aandelen, komt het belang van Philips uit op 41%. De rest van het belang in Philips Lighting zal ook in de komende jaren in de verkoop gaan. Per 31 december 2018 had Philips nog 17% van de aandelen in handen, maar op 24 september 2019 verkocht Philips het resterende belang.
Per 19 maart 2018 maakte Philips Lighting deel uit van de AEX-aandelenindex, maar verhuisde een jaar later naar de AMX. In maart 2021 keerde Signify terug in de AEX-index.

## Vestigingen
Het hoofdkantoor van Signify bevindt zich in Eindhoven.
Enkele van de belangrijkste fabrieken van Signify:
- België:
  - Turnhout - Conventional lamps,3D geprinte armaturen[26]
  - Roeselare - armaturen; (Modular Lighting Instruments)
- Hongarije: - Tamási - Professional luminaires;
- Polen
  - Pila - Electronics;
  - Pila - Conventional and led lamps;
  - Ketrzyn - Professional luminaires;
- China:
  - Chengdu - Professional luminaires;
  - Shanghai/ Malu - Conventional lamps;
  - Shenzhen - Consumer luminaires;
- India: - Vadodara - Conventional lamps;
- Argentinië: - Buenos Aires - Professional luminaires;
- Brazilië: - Varginha - Electronics;
- Mexico
  - Tijuana - LED lamps and electronics;
  - Camargo - Professional luminaires;
  - Monterrey - Professional luminaires;
- Verenigde Staten
  - Collierville - Electronics;
  - San Marcos - Professional luminaires;
  - Tupelo - Professional luminaires;
- Saudi-Arabië
  - Riyadh - Professional luminaires;[27]

### Gesloten
Kleinere fabrieken, zoals in Oss, Weert en Terneuzen zijn gesloten, Philips Middelburg is verkocht met het bedrijfsonderdeel Lumileds. Het bedrijf in Maarheeze levert hulpstoffen. De glasfabriek in Lommel is verzelfstandigd. De kwarts en speciale glassoortenfabriek in Winschoten is verkocht. Grotere eenheden zijn ontstaan die deels in Oost-Europa of het Verre Oosten zijn gelegen.
- Philips Weert - gloeilampen - 2007
- Philips Deurne - toevoerdraden voor gloeilampen - 2008
- Philips (Oss) - 2009
- Philips Fairmont (West Virginia) - 2009[28]
- Philips Paris (Texas) - 2010[29]
- Philips Danville (Kentucky) - glasfabriek - 2010[30]
- Philips Sparta (Tennessee) - armaturen - 2011[31]
- Philips Bath, New York - 2013[32]
- Philips Cornwall (Ontario) - armaturen - 2015[33]
- Philips Henderson (North Carolina) - 2015
- Philips Burgaw North Carolina - 2015[34]
- Philips Terneuzen - spaarlampen en starters voor tl-lampen - 2016
- Philips Roosendaal - fluorescentielampen - 2016
- Philips Kontich - armaturen - 2016
- Philips Lamotte-Beuvron (Loir-et-Cher) - 2016[35]
- Philips Chalon-sur-Saône - fluorescentielampen
- Philips Emmen - straatverlichting, tunnelverlichting
- Philips Shenzhen - led-armaturen
- Philips Samut Prakan - fluorescentielampen - 2016
- Philips Hamilton (Schotland) - Sox lampen - 2019 [36]
- Signify Salina - conventional Lamps - 2021[37]
- Signify Winterswijk - 2022[38]
- Philips Maarheeze - fosforen;[39] 3D geprinte armaturen[26] - 2024